# Liste der Pseudobasiliken in der Schweiz

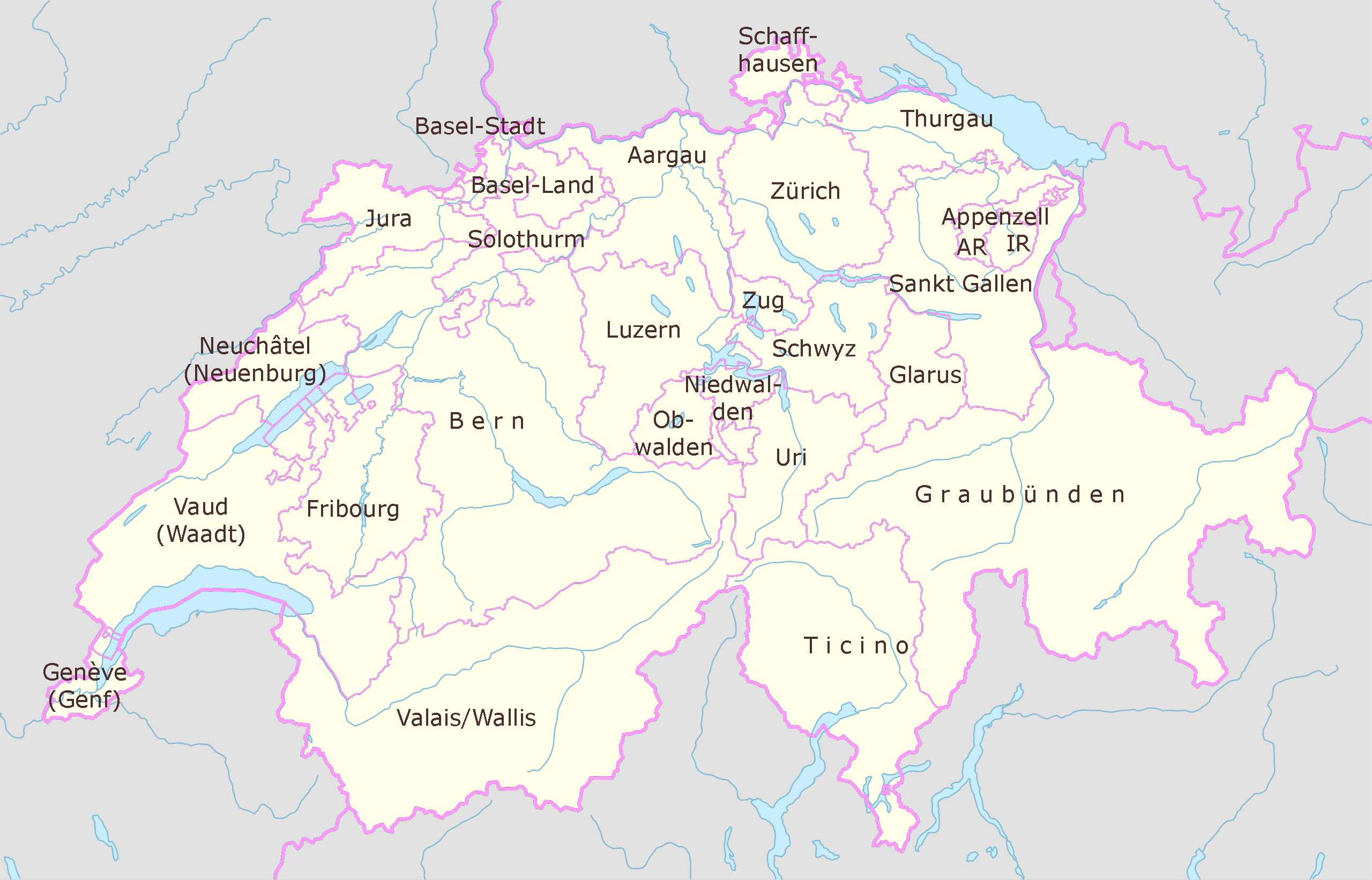
Kantone der Schweiz

▶ Liste(n) von Pseudobasiliken – Übersicht
– Siehe auch Hallenkirchen in der Schweiz (bisher. 22 erfasst) –
Erfassungsstand: 7

## Liste

### Kanton Bern
| Ort       | Kirche                                 | Anmerkungen | Fotos | Fotos                        |
| --------- | -------------------------------------- | --- | ----- | ---------------------------- |
| Meiringen | Reformierte Kirche (hist. St. Michael) | 1684/1684; Schiffseinteilung durch hölzerne Stützen ohne Arkadenbögen, Mittelschiff unter hölzerner Spitztonne |       |                              |
| Saanen    | Reformierte Kirche                     | Anfang 17. Jh., hölzerne Stützen ohne Arkadenbögen, Mittelschiff oben konisch kastenförmig                     |       | Innenfoto mit Mittel- schiff |

### Kanton Waadt
| Ort                    | Kirche                       | Anmerkungen                                                                               | Fotos | Fotos |
| ---------------------- | ---------------------------- | ----------------------------------------------------------------------------------------- | ----- | ----- |
| Chéserex, Kanton Waadt | Klosterkirche Bonmont        | Zisterzienserkirche, 1120–1150, Mittelschiff mit Längstonne, Seitenschiffe mit Quertonnen |       |       |
| Nyon, Kanton Waadt     | Notre-Dame (reformiert) (CC) | 13. Jh., Südseite Basilika, Nordseite Pseudobasilika                                      |       |       |

### Übrige Kantone
| Ort                        | Kirche             | Anmerkungen | Fotos | Fotos |
| -------------------------- | ------------------ | --- | ----- | ----- |
| Chur, Graubünden           | Martinskirche      | zweischiffig, gotisch, Hauptschiff 15. Jh., Nordseitenschiff 16. Jh.                                                                  |       |       |
| Hauterive, Kanton Freiburg | Klosterkirche      | Zisterzienserkirche, romanisch 1138–1160, gotische Zutaten 13. und 14. Jh., Mittelschiff mit Längstonne, Seitenschiffe mit Quertonnen |       |       |
| Solothurn                  | Franziskanerkirche | gotisch 1426–1436, klassizistischer Umbau 1823–1825                                                                                   |       |       |